# Loimaan Korikonkarit
Il Loimaan Korikonkarit, abbreviato in LoKoKo, noto anche come Nilan Bisons per ragioni di sponsor, è una società cestistica avente sede a Loimaa, in Finlandia. Fondata nel 1963, gioca nel campionato finlandese.
Disputa le partite interne nella Loimaan liikuntahalli.

## Palmarès
- Campionato finlandese: 2

2011-12, 2012-13